# Martin Škrtel

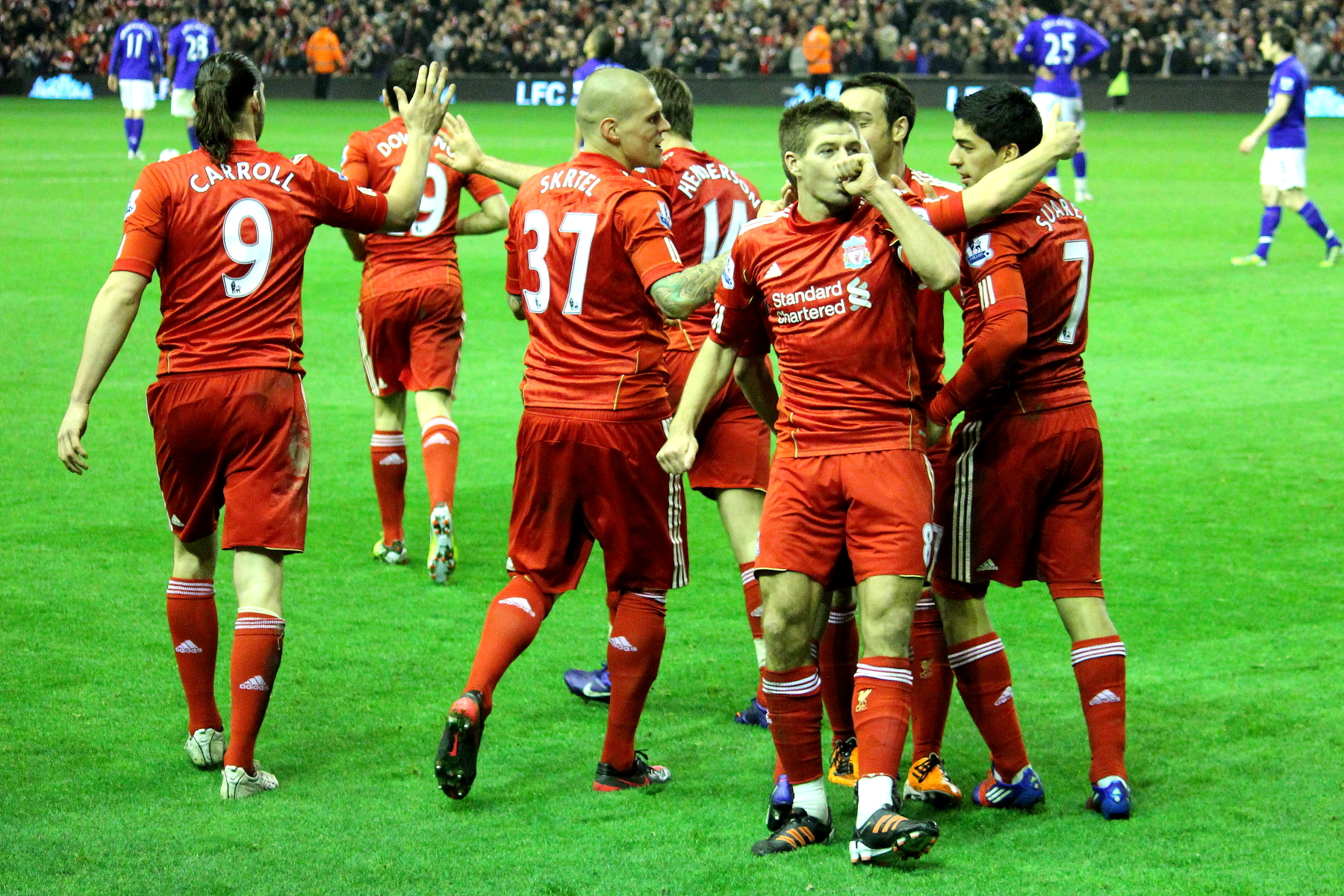
Škrtel (37) in een competitieduel tegen Everton FC in 2012, met hattrickmaker Steven Gerrard naast zich

Martin Škrtel (Handlová, 15 december 1984) is een Slowaaks voormalig voetballer die centraal in de verdediging speelde. Škrtel debuteerde in 2004 in het Slowaaks voetbalelftal.

## Clubcarrière

### AS Trenčín
Škrtel speelde in de jeugdopleiding van FK Prievidza, alvorens in 2001 op zeventienjarige leeftijd de overstap te maken naar AS Trenčín. Op tienjarige leeftijd startte hij met voetballen, nadat hij eerder ijshockeyde. Škrtel speelde in zijn eerste jaren voornamelijk als aanvaller, totdat hij in 2000 begon in de centrale verdediging. In Trenčín speelde hij enige tijd in het elftal onder 19, tot hij in de zomer van 2002 doorstroomde naar de A-selectie, op dat moment actief in de Slowaakse Superliga. Škrtel speelde in het seizoen 2002/03 zijn eerste wedstrijden in het betaald voetbal, met speeltijd in elf competitiewedstrijden. Trenčín eindigde in de Superliga op de negende positie, één plaats boven degradant 1. FC Košice. In de Corgoň Liga 2003/04 was hij een van de basisspelers in het elftal van de club, die nu eindigde op een vijfde plaats in de competitie. Škrtel speelde mee in 34 van de 36 wedstrijden.

### Zenit Sint-Petersburg
In de zomer van 2004 verliet Škrtel zijn vaderland en tekende hij een contract bij FK Zenit Sint-Petersburg in Rusland. De aanwezigheid van Slowaakse en Tsjechische medespelers zou hem geholpen hebben te acclimatiseren in zijn eerste weken bij de club, die relatief aanzienlijk groter was dan AS Trenčín. Op 31 juli 2004 maakte hij zijn debuut voor Zenit in een bekerwedstrijd tegen Irtysj Pavlodar. Het duel werd met 0–2 gewonnen door doelpunten van Lukas Hartig en Dmitri Makarov. Škrtel speelde zeven duels in de Premjer-Liga in zijn eerste seizoen in Rusland. In oktober 2004 kwam hij voor het eerst in actie in een internationaal clubtoernooi – de UEFA Cup 2004/05 – en speelde hij mee in drie groepswedstrijden, waaronder de 5–1 overwinning op AEK Athene op 21 oktober 2004. Onder de Tsjechische trainer Vlastimil Petržela werd Škrtel geen vaste waarde in het elftal van Sint-Petersburg en het kwam tot een aanvaring tussen hen; Dick Advocaat werd in juli 2006 (halverwege het seizoen 2006) aangesteld als zijn opvolger. Advocaat gaf Škrtel meer speeltijd. Onder hem speelde hij van de resterende twintig competitieduels er zeventien, en stond hij altijd de volledige wedstrijd op het veld. Škrtel speelde in het seizoen 2006 vijfendertig wedstrijden in de Premjer-Liga en de UEFA Cup, waarin hij veertienmaal een gele kaart kreeg. Dat leverde hem driemaal een schorsing op. Alleen de Portugees Danny (Dinamo Moskou) werd gedurende het seizoen zwaarder gestraft.
Škrtel werd onder Advocaat in 2007 landskampioen met Zenit Sint-Petersburg, de eerste titel uit zijn professionele carrière en tevens de eerste landstitel van de club. Wederom maakte hij deel uit van het basiselftal: alleen in augustus en september 2007 miste hij een reeks wedstrijden. Škrtel speelde op 11 november 2007 zijn laatste wedstrijd in dienst van Zenit, een uitwedstrijd tegen FK Satoern (0–1 overwinning).

### Liverpool
Eind 2007, na afloop van het gewonnen competitieseizoen in Rusland, tekende Škrtel een contract tot juni 2012 bij Liverpool. Hier ging hij de concurrentie aan met collega-verdedigers Jamie Carragher, Daniel Agger en Sami Hyypiä. Op 21 januari 2008 maakte Škrtel zijn debuut voor Liverpool in de competitiewedstrijd tegen Aston Villa (2–2 gelijkspel). Na zeventig minuten speeltijd verving hij Álvaro Arbeloa. In de rest van zijn eerste seizoen in Engeland was hij onder trainer Rafael Benítez een vaste waarde in het elftal van Liverpool. Škrtel speelde op 11 maart 2008 zijn eerste Europese wedstrijd voor Liverpool in de UEFA Cup: de achtste finale tegen Internazionale werd met 0–1 gewonnen door een doelpunt van Fernando Torres, waarna de club zich kwalificeerde voor de kwartfinale. In april werd in een tweeluik Arsenal FC verslagen (5–2), met opnieuw een basisplaats voor Škrtel. Chelsea was de tweede Engelse tegenstander in de knock-outfase van de UEFA Cup in de halve finale; de thuiswedstrijd eindigde op 22 april 2008 in een 1–1 gelijkspel, maar uit werd een week later na verlenging met 3–2 verloren. Škrtel viel na twintig minuten geblesseerd uit, waarna Hyypiä hem verving. In het seizoen 2008/09 ontbrak hij door blessureleed veelvuldig in de selectie van Liverpool. Škrtel raakte in de competitiewedstrijd tegen Manchester City op 5 oktober 2008 geblesseerd aan zijn knie en moest op een brancard het veld verlaten. Hij moest maandenlang herstellen. Škrtel vreesde aanvankelijk dat zijn carrière voorbij was, maar keerde op 28 december terug op het veld in het uitduel tegen Newcastle United (1–5 overwinning), als vervanger van Dirk Kuijt in de 79ste minuut. Hij speelde in de rest van het seizoen alle wedstrijden – indien voldoende fit: viermaal was dat niet het geval – uitsluitend als basisspeler, en bereikte met Liverpool de tweede plaats in de Premier League. In aanvallend opzicht was Škrtel belangrijk met assists in de competitieduels tegen kampioen Manchester United op 14 maart (1–4 winst) en tegen Hull City (1–3 winst) op 25 april 2009.
Škrtel begon fit aan het volgende seizoen en speelde mee in de eerste wedstrijd op 16 augustus tegen Tottenham Hotspur, die met 2–1 werd verloren. In het duel raakte hij na een botsing met ploeggenoot Carragher geblesseerd aan zijn kaak, waarna hij zich moest laten vervangen en een week later niet kon spelen. Op 21 november 2009 maakte Škrtel zijn eerste doelpunt in dienst van Liverpool in de competitiewedstrijd tegen Manchester City. Het was het eerste doelpunt van de wedstrijd na vijftig minuten spelen, op aangeven van Steven Gerrard; de Israëliër Yossi Benayoun bepaalde een kwartier voor tijd de eindstand op 2–2. Škrtel speelde mee in de eerste seizoenshelft mee in vier van de zes groepswedstrijden in de UEFA Champions League 2009/10, waarvan drie werden verloren (tweemaal van ACF Fiorentina, eenmaal van Olympique Lyon). Liverpool stroomde door de uitschakeling in de groepsfase van de Champions League door naar de tweede ronde van de Europa League, waar Unirea Urziceni de opponent was. In de terugwedstrijd tegen Unirea (over twee duels 4–1 winst) op 25 februari 2010 brak Škrtel het middenvoetsbeentje in zijn rechtervoet, waarna hij de rest van het seizoen niet meer in actie kwam. Op 5 mei 2010 hervatte hij de training, waarna hij ook wedstrijdfit was in aanloop naar het wereldkampioenschap voetbal 2010.

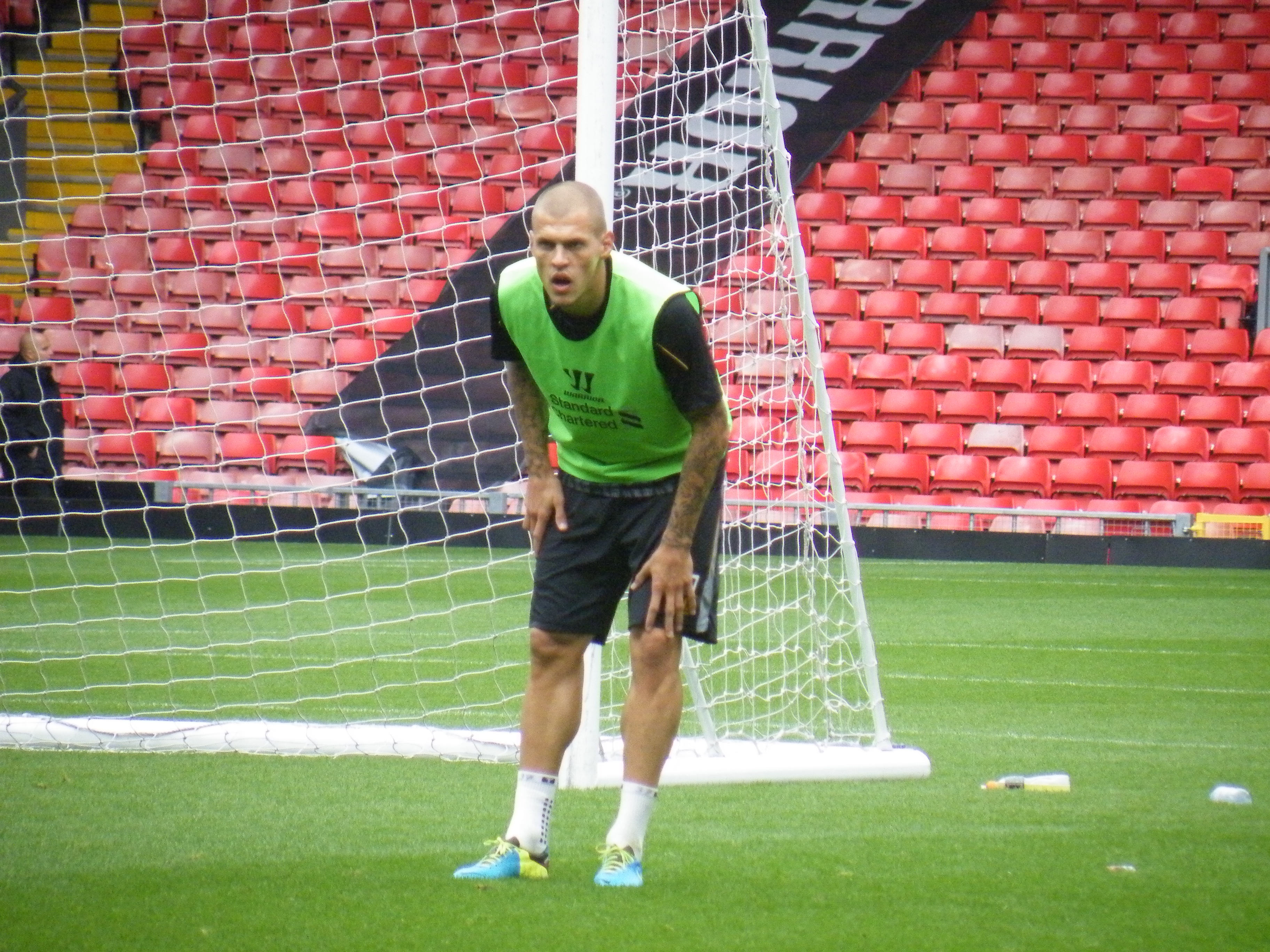
Škrtel tijdens een training op Anfield in 2013

Op 18 augustus 2010 verlengde Škrtel zijn contract bij Liverpool met twee jaar tot juni 2014. Daar waar hij in zijn eerste twee seizoenen bij de club meermaals langdurig geblesseerd was, was hij gedurende het hele seizoen 2010/11 fit. Škrtel miste van alle wedstrijden die Liverpool in de Premier League speelde geen minuut, een prestatie die in de clubselectie alleen door doelman Pepe Reina werd geëvenaard. Samen met Chelsea-verdediger Leighton Baines was Škrtel tevens de enige veldspeler in de gehele Engelse competitie die geen minuut miste. In de 38 competitiewedstrijden maakte hij twee doelpunten – in de uitwedstrijden tegen Tottenham en West Bromwich Albion, die beide met 2–1 werden verloren – en gaf hij eenmaal een assist. In het duel tegen West Bromwich maakte hij tevens zijn eerste eigen doelpunt in zijn periode in Engeland. In de UEFA Europa League 2010/11 bereikte Škrtel met Liverpool de achtste finale, waarin SC Braga met 0–1 te sterk was. In de groepsfase had hij op zijn 26ste verjaardag de aanvoerdersband gedragen tijdens de laatste groepswedstrijd tegen FC Utrecht (0–0 gelijkspel). Škrtel kwam het seizoen 2010/11 blessurevrij door, maar miste de eerste twee wedstrijden van het volgende seizoen door een kuitblessure, die hem tijdens de seizoensvoorbereiding reeds had dwarsgezeten. Bij zijn rentree tijdens het derde competitieduel tegen Bolton Wanderers FC maakte hij het tweede doelpunt voor Liverpool, dat op Anfield met 3–1 won. Twee weken later verloor Liverpool met 4–0 van Tottenham Hotspur. Nadat in de eerste helft ploeggenoot Charlie Adam met twee gele kaarten van het veld was gestuurd, moest Škrtel na een uur spelen ook met rood het veld verlaten. Het was zijn eerste rode kaart in dienst van Liverpool. Halverwege het seizoen (december 2011) kende Liverpool de beste verdediging van alle clubs in de Premier League, met doelman Reina en verdedigers Škrtel, Agger, Glen Johnson en José Enrique. De centrale defensie met Škrtel en Agger werd geprezen door Liverpool-trainer Kenny Dalglish en linksback Enrique. Op 5 mei 2012 speelde Škrtel de volledige finale van de FA Cup, die met 2–1 werd verloren van Chelsea. Een week later riepen supporters hem uit tot Liverpool-speler van het jaar, waarmee hij de Braziliaanse middenvelder Lucas Leiva opvolgde. Na afloop van het seizoen 2011/12 kreeg Škrtel aanbiedingen van diverse clubs, maar hij tekende op 20 augustus een vernieuwd contract bij Liverpool.

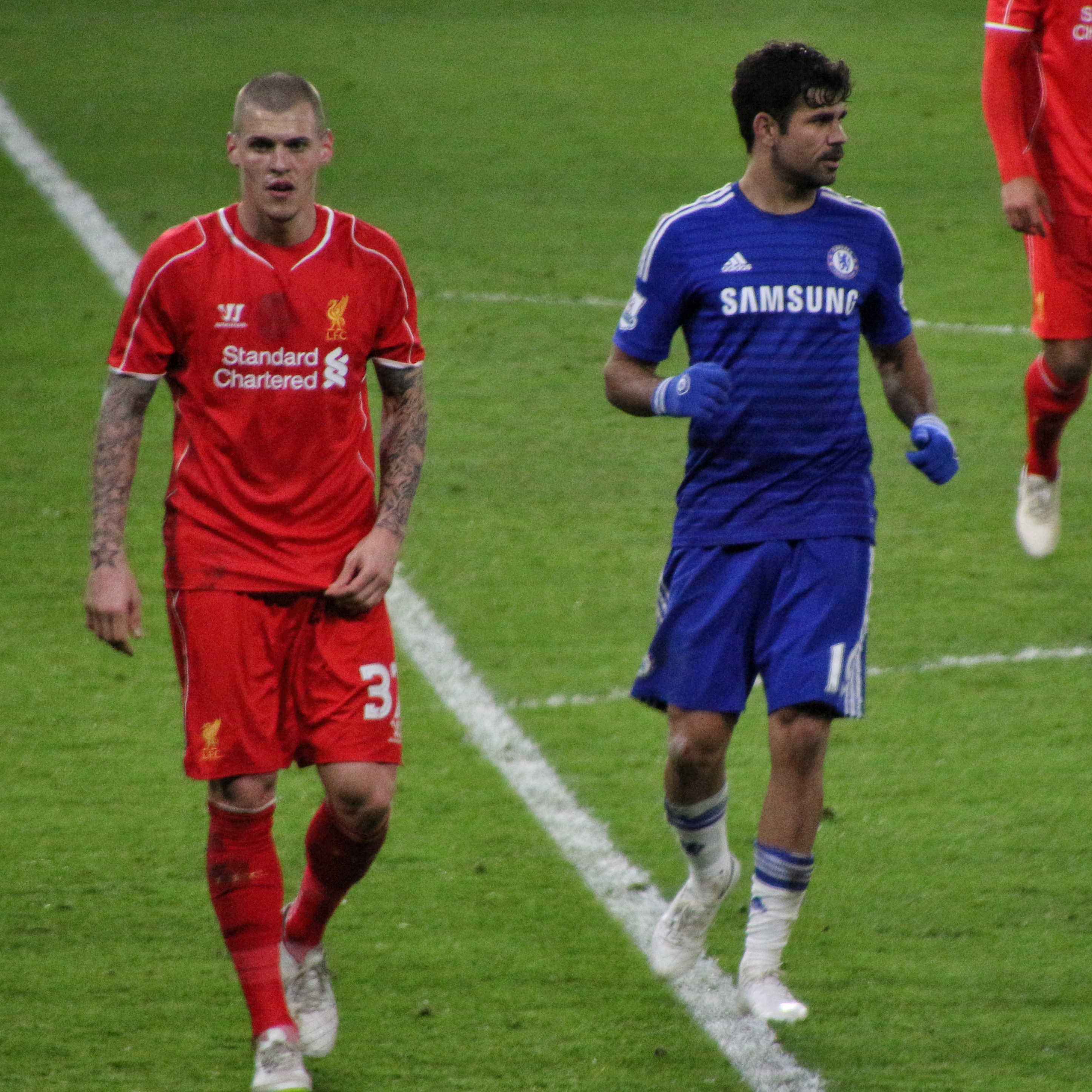
Chelsea-speler Diego Costa (r) naast Škrtel in een bekerwedstrijd in januari 2015

Onder de nieuwe trainer Brendan Rodgers kende Škrtel een slechte start van het seizoen 2012/13 met blunders in de eerste twee competitiewedstrijden tegen West Bromwich Albion (3–0 verlies) op 18 augustus – een overtreding die leidde tot een strafschop tegen – en Manchester City (2–2 gelijkspel) op 26 augustus – een verkeerde terugspeelbal op doelman Reina, waarvan Carlos Tévez profiteerde. Rodgers vond zijn prestaties ondermaats en ontnam hem na de bekerwedstrijd tegen Oldham Athletic AFC in januari 2013 zijn plek in het basiselftal; in het met 3–2 verloren duel droeg Škrtel nog de aanvoerdersband, die hem eveneens werd ontnomen. In de rest van het seizoen 2012/13 begon hij in vrijwel geen enkele wedstrijd meer in het basiselftal en beperkte Škrtels deelname zich tot invalbeurten. Het laatste duel van het competitieseizoen tegen degradant Queens Park Rangers (1–0 winst) speelde hij weer volledig mee. Na afloop van zijn zesde jaar bij Liverpool noemde Škrtel het zijn slechtste seizoen in Engeland en een van de slechtste seizoenen in zijn carrière; nadat Rodgers hem zijn basisplaats ontnam, zei Škrtel ook open te staan voor een transfer. Desondanks bleef hij bij Liverpool en was hij actief voor de club in het volgende seizoen, nadat in de zomertransferperiode een bod van tien miljoen pond door SSC Napoli was afgewezen. Škrtel kreeg zijn basisplaats weer terug en miste alleen de eerste twee competitieduels door een blessure; in 36 wedstrijden maakte hij zeven doelpunten, met twee doelpunten in de duels tegen Arsenal in februari 2014 (5–1 overwinning) en Cardiff (3–6 overwinning). Niet eerder maakte Škrtel zoveel doelpunten in één seizoen. Naast een persoonlijk record zette hij ook een nationaal record neer: Škrtel maakte in één seizoen viermaal een eigen doelpunt, wat geen enkele speler eerder lukte. In de jaargang 2014/15 speelde hij in alle competities tezamen 48 wedstrijden; alleen in het seizoen 2010/11 was hij actiever (49). In de Champions League werd Liverpool uitgeschakeld in de groepsfase, met Škrtel als aanvoerder in het uitduel tegen Real Madrid (1–0 nederlaag) in november 2014. Op 10 juli 2015 verlengde Škrtel zijn contract bij Liverpool. De club maakte niet bekend met hoeveel jaar.

### Fenerbahçe
Škrtel tekende in juli 2016 een contract bij Fenerbahçe SK, de nummer twee van Turkije in het voorgaande seizoen. Daarmee kwam er een einde aan een dienstverband van 8,5 jaar bij Liverpool. De Turkse club betaalde circa €6.600.000,- voor hem. Škrtel speelde in de volgende drie seizoenen meer dan honderd competitie- en Europacupwedstrijden voor Fenerbahçe, allemaal als basisspeler. Alleen in het bekertoernooi begon hij een paar keer op de bank. Škrtel verruilde de Turkse club op 9 augustus 2019 transfervrij voor Atalanta Bergamo. Hier leverde hij ruim drie weken en geen enkele spelminuut later zijn contract alleen weer in. Hij tekende weer een dag daarna bij Istanbul Başakşehir.

## Clubstatistieken
| Seizoen         | Club                  | Competitie      | Competitie | Competitie | Beker | Beker | Internationaal | Internationaal | Totaal | Totaal |
| Seizoen         | Club                  | Competitie      | Wed.       | Dlp.       | Wed.  | Dlp.  | Wed.           | Dlp.           | Wed.   | Dlp.   |
| --------------- | --------------------- | --------------- | ---------- | ---------- | ----- | ----- | -------------- | -------------- | ------ | ------ |
| 2002/03         | AS Trenčín            | Superliga       | 11         | 0          | 0     | 0     | –              | –              | 11     | 0      |
| 2003/04         | AS Trenčín            | Superliga       | 34         | 0          | 0     | 0     | –              | –              | 34     | 0      |
| Club totaal     | Club totaal           | Club totaal     | 45         | 0          | 0     | 0     | 0              | 0              | 45     | 0      |
| 2004            | Zenit Sint-Petersburg | Premjer-Liga    | 7          | 0          | 2     | 0     | 5              | 0              | 14     | 0      |
| 2005            | Zenit Sint-Petersburg | Premjer-Liga    | 18         | 1          | 6     | 0     | 4              | 0              | 28     | 1      |
| 2006            | Zenit Sint-Petersburg | Premjer-Liga    | 26         | 1          | 6     | 2     | 5              | 0              | 37     | 3      |
| 2007            | Zenit Sint-Petersburg | Premjer-Liga    | 23         | 1          | 6     | 0     | 5              | 0              | 34     | 1      |
| Club totaal     | Club totaal           | Club totaal     | 74         | 3          | 20    | 2     | 19             | 0              | 113    | 5      |
| 2007/08         | Liverpool             | Premier League  | 14         | 0          | 1     | 0     | 5              | 0              | 20     | 0      |
| 2008/09         | Liverpool             | Premier League  | 21         | 0          | 2     | 0     | 7              | 0              | 30     | 0      |
| 2009/10         | Liverpool             | Premier League  | 19         | 1          | 4     | 0     | 6              | 0              | 29     | 1      |
| 2010/11         | Liverpool             | Premier League  | 38         | 2          | 1     | 0     | 10             | 0              | 49     | 2      |
| 2011/12         | Liverpool             | Premier League  | 34         | 2          | 11    | 2     | –              | –              | 45     | 4      |
| 2012/13         | Liverpool             | Premier League  | 25         | 2          | 1     | 0     | 7              | 0              | 33     | 2      |
| 2013/14         | Liverpool             | Premier League  | 36         | 7          | 3     | 0     | –              | –              | 39     | 7      |
| 2014/15         | Liverpool             | Premier League  | 33         | 1          | 8     | 0     | 7              | 0              | 48     | 1      |
| 2015/16         | Liverpool             | Premier League  | 22         | 1          | 3     | 0     | 2              | 0              | 27     | 1      |
| Club totaal     | Club totaal           | Club totaal     | 242        | 16         | 34    | 2     | 44             | 0              | 320    | 18     |
| 2016/17         | Fenerbahçe            | Süper Lig       | 7          | 0          | 0     | 0     | 5              | 0              | 12     | 0      |
| Carrière totaal | Carrière totaal       | Carrière totaal | 368        | 19         | 54    | 4     | 68             | 0              | 490    | 23     |

Bijgewerkt op 21 oktober 2016.

## Interlandcarrière

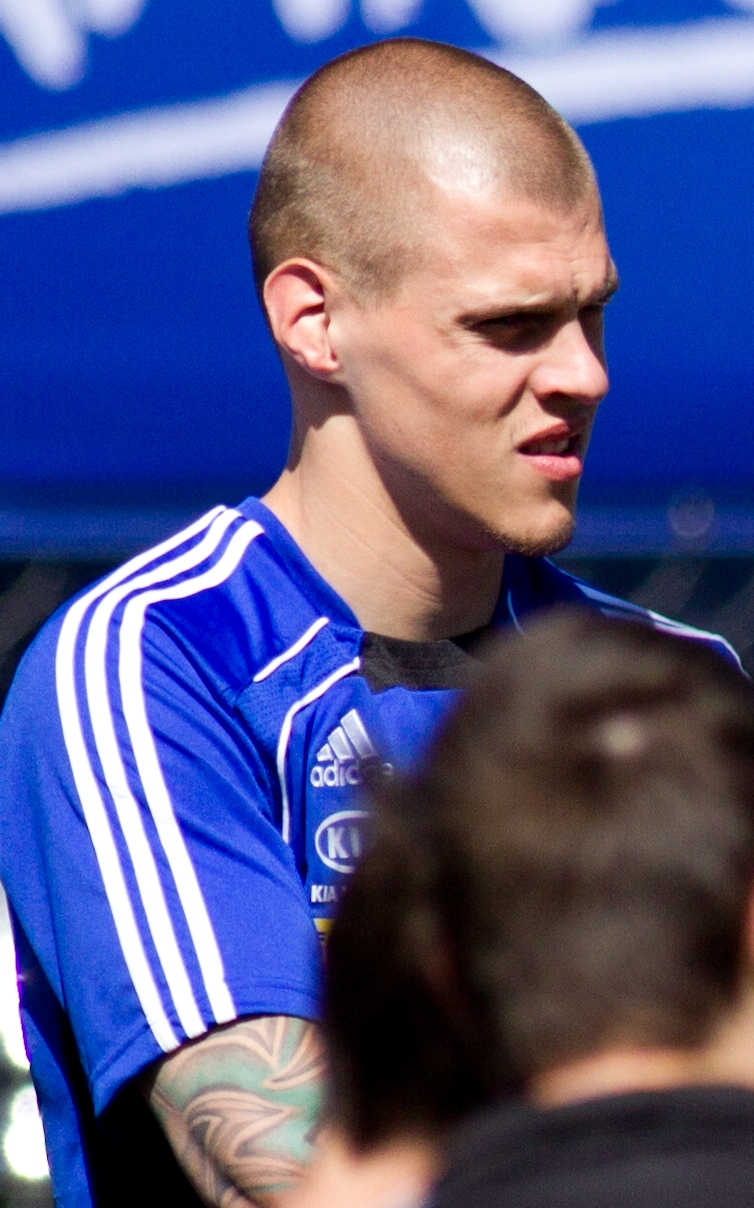
Škrtel op een training van Slowakije in 2010

Škrtel maakte op 9 juli 2004 zijn debuut in het Slowaaks voetbalelftal, in een oefeninterland in en tegen Japan (3–1 nederlaag). Hij was een van de acht spelers die gedurende deze wedstrijd, in het kader van de officieuze Kirin Cup, hun debuut maakten in het nationaal elftal. In 2005 speelde hij voor Slowakije mee in het kwalificatietoernooi voor het wereldkampioenschap voetbal 2006 in Duitsland, dat na twee gelijkspellen en als afsluiting een 5–1 nederlaag tegen Spanje niet werd bereikt. In het volgende kwalificatietoernooi, voor het EK 2008, maakte Škrtel in de eerste wedstrijd tegen Cyprus op 2 september 2006 zijn eerste interlanddoelpunt. Na negen minuten opende hij de score, waarna de Slowaken uiteindelijk met 6–1 zouden winnen. In 2007 speelde Škrtel zeven interlands, waarin hij drie doelpunten maakte. Nadat hij trefzeker was geweest in de eerste interland in het EK-kwalificatietoernooi was hij ook trefzeker in het eerste duel in het volgende kwalificatietoernooi. De thuiswedstrijd tegen Noord-Ierland werd met 2–0 gewonnen, met Marek Hamšík als de andere doelpuntenmaker voor Slowakije. Škrtel miste door een schorsing de cruciale laatste kwalificatiewedstrijd in en tegen Polen, die gewonnen moest worden om kwalificatie af te dwingen. Slowakije won en plaatste zich zo voor het eerst in haar geschiedenis voor een interlandtoernooi. Bondscoach Vladimír Weiss nam Škrtel op 11 mei 2010 op in de selectie voor het eindtoernooi. Op het toernooi speelde hij mee in de drie groepswedstrijden tegen Nieuw-Zeeland (1–1), Paraguay (0–2) en Italië (3–2). Ook kwam hij op 18 juni 2010 in actie in de achtste finale tegen Nederland, die met 2–1 werd verloren. Op 15 augustus 2012 droeg Škrtel voor het eerst de aanvoerdersband in het nationaal elftal in zijn 54ste interland, het oefenduel tegen Denemarken (1–3 winst). Sindsdien is hij eerste aanvoerder van Slowakije, om te beginnen in 2012 en 2013 tijdens het onsuccesvolle kwalificatietoernooi voor het WK 2014. In oktober 2014 startte Škrtel met zijn land in de kwalificaties voor het Europees kampioenschap voetbal 2016 en won met Slowakije de eerste vijf wedstrijden, waaronder een 2–1 zege op Spanje op 9 oktober 2014. In oktober 2015 kwalificeerde hij zich met het Slowaaks elftal voor het kampioenschap in Frankrijk. Slowakije werd in de achtste finale van het toernooi uitgeschakeld door Duitsland (0–3).
| Interlands van Martin Škrtel voor Slowakije | Interlands van Martin Škrtel voor Slowakije | Interlands van Martin Škrtel voor Slowakije | Interlands van Martin Škrtel voor Slowakije | Interlands van Martin Škrtel voor Slowakije | Interlands van Martin Škrtel voor Slowakije | Interlands van Martin Škrtel voor Slowakije |
| №                                           | Datum                                       | Wedstrijd                                   | Uitslag                                     | Soort wedstrijd                             | Doelpunten                                  |                                             |
| Als speler bij AS Trenčín                   | Als speler bij AS Trenčín                   | Als speler bij AS Trenčín                   | Als speler bij AS Trenčín                   | Als speler bij AS Trenčín                   | Als speler bij AS Trenčín                   | Als speler bij AS Trenčín                   |
| ------------------------------------------- | ------------------------------------------- | ------------------------------------------- | ------------------------------------------- | ------------------------------------------- | ------------------------------------------- | ------------------------------------------- |
| 1.                                          | 9 juli 2004                                 | Japan – Slowakije                           | 3 – 1                                       | Kirin Cup                                   |                                             |                                             |
| 2.                                          | 11 juli 2004                                | Servië en Montenegro – Slowakije            | 2 – 0                                       | Kirin Cup                                   |                                             |                                             |
| Als speler bij Zenit Sint-Petersburg        |                                             |                                             |                                             |                                             |                                             |                                             |
| 3.                                          | 3 september 2005                            | Slowakije – Duitsland                       | 2 – 0                                       | Vriendschappelijk                           |                                             |                                             |
| 4.                                          | 7 september 2005                            | Letland – Slowakije                         | 1 – 1                                       | Kwalificatie WK 2006                        |                                             |                                             |
| 5.                                          | 8 oktober 2005                              | Slowakije – Estland                         | 1 – 0                                       | Kwalificatie WK 2006                        |                                             |                                             |
| 6.                                          | 12 oktober 2005                             | Slowakije – Rusland                         | 0 – 0                                       | Kwalificatie WK 2006                        |                                             |                                             |
| 7.                                          | 12 november 2005                            | Spanje – Slowakije                          | 5 – 1                                       | Kwalificatie WK 2006                        |                                             |                                             |
| 8.                                          | 16 november 2005                            | Slowakije – Spanje                          | 1 – 1                                       | Kwalificatie WK 2006                        |                                             |                                             |
| 9.                                          | 1 maart 2006                                | Frankrijk – Slowakije                       | 1 – 2                                       | Vriendschappelijk                           |                                             |                                             |
| 10.                                         | 20 mei 2006                                 | Slowakije – België                          | 1 – 1                                       | Vriendschappelijk                           |                                             |                                             |
| 11.                                         | 15 augustus 2006                            | Slowakije – Malta                           | 3 – 0                                       | Vriendschappelijk                           |                                             |                                             |
| 12.                                         | 2 september 2006                            | Slowakije – Cyprus                          | 6 – 1                                       | Kwalificatie EK 2008                        | 9'                                          |                                             |
| 13.                                         | 6 september 2006                            | Slowakije – Tsjechië                        | 0 – 3                                       | Kwalificatie EK 2008                        |                                             |                                             |
| 14.                                         | 11 oktober 2006                             | Slowakije – Duitsland                       | 1 – 4                                       | Kwalificatie EK 2008                        |                                             |                                             |
| 15.                                         | 15 november 2006                            | Slowakije – Bulgarije                       | 3 – 1                                       | Vriendschappelijk                           |                                             |                                             |
| 16.                                         | 7 februari 2007                             | Polen – Slowakije                           | 2 – 2                                       | Vriendschappelijk                           | 45+1'                                       |                                             |
| 17.                                         | 24 maart 2007                               | Cyprus – Slowakije                          | 1 – 3                                       | Kwalificatie EK 2008                        | 67'                                         |                                             |
| 18.                                         | 28 maart 2007                               | Ierland – Slowakije                         | 1 – 0                                       | Kwalificatie EK 2008                        |                                             |                                             |
| 19.                                         | 6 juni 2007                                 | Duitsland – Slowakije                       | 2 – 1                                       | Kwalificatie EK 2008                        |                                             |                                             |
| 20.                                         | 13 oktober 2007                             | Slowakije – San Marino                      | 7 – 0                                       | Kwalificatie EK 2008                        | 52'                                         |                                             |
| 21.                                         | 16 oktober 2007                             | Kroatië – Slowakije                         | 3 – 0                                       | Vriendschappelijk                           |                                             |                                             |
| 22.                                         | 17 november 2007                            | Tsjechië – Kroatië                          | 3 – 1                                       | Kwalificatie EK 2008                        |                                             |                                             |
| Als speler bij Liverpool FC                 |                                             |                                             |                                             |                                             |                                             |                                             |
| 23.                                         | 6 februari 2008                             | Hongarije – Slowakije                       | 1 – 1                                       | Vriendschappelijk                           |                                             |                                             |
| 24.                                         | 26 maart 2008                               | Slowakije – IJsland                         | 1 – 2                                       | Vriendschappelijk                           |                                             |                                             |
| 25.                                         | 20 mei 2008                                 | Slowakije – Turkije                         | 0 – 1                                       | Vriendschappelijk                           |                                             |                                             |
| 26.                                         | 20 augustus 2008                            | Slowakije – Griekenland                     | 0 – 2                                       | Vriendschappelijk                           |                                             |                                             |
| 27.                                         | 6 september 2008                            | Slowakije – Noord-Ierland                   | 2 – 1                                       | Kwalificatie WK 2010                        | 46'                                         |                                             |
| 28.                                         | 10 september 2008                           | Slovenië – Slowakije                        | 2 – 1                                       | Kwalificatie WK 2010                        |                                             |                                             |
| 29.                                         | 10 februari 2009                            | Slowakije – Oekraïne                        | 0 – 3                                       | Vriendschappelijk                           |                                             |                                             |
| 30.                                         | 11 februari 2009                            | Cyprus – Slowakije                          | 3 – 2                                       | Vriendschappelijk                           |                                             |                                             |
| 31.                                         | 28 maart 2009                               | Engeland – Slowakije                        | 4 – 0                                       | Vriendschappelijk                           |                                             |                                             |
| 32.                                         | 1 april 2009                                | Tsjechië – Slowakije                        | 1 – 2                                       | Kwalificatie WK 2010                        |                                             |                                             |
| 33.                                         | 5 september 2009                            | Slowakije – Tsjechië                        | 2 – 2                                       | Kwalificatie WK 2010                        |                                             |                                             |
| 34.                                         | 9 september 2009                            | Noord-Ierland – Slowakije                   | 0 – 2                                       | Kwalificatie WK 2010                        |                                             |                                             |
| 35.                                         | 10 oktober 2009                             | Slowakije – Slovenië                        | 0 – 2                                       | Kwalificatie WK 2010                        |                                             |                                             |
| 36.                                         | 14 november 2009                            | Slowakije – Verenigde Staten                | 1 – 0                                       | Vriendschappelijk                           |                                             |                                             |
| 37.                                         | 17 november 2009                            | Slowakije – Chili                           | 1 – 2                                       | Vriendschappelijk                           |                                             |                                             |
| 38.                                         | 29 mei 2010                                 | Kameroen – Slowakije                        | 1 – 1                                       | Vriendschappelijk                           |                                             |                                             |
| 39.                                         | 5 juni 2010                                 | Slowakije – Costa Rica                      | 3 – 0                                       | Vriendschappelijk                           |                                             |                                             |
| 40.                                         | 15 juni 2010                                | Nieuw-Zeeland – Slowakije                   | 1 – 1                                       | WK 2010                                     |                                             |                                             |
| 41.                                         | 20 juni 2010                                | Slowakije – Paraguay                        | 0 – 2                                       | WK 2010                                     |                                             |                                             |
| 42.                                         | 24 juni 2010                                | Slowakije – Italië                          | 3 – 2                                       | WK 2010                                     |                                             |                                             |
| 43.                                         | 28 juni 2010                                | Nederland – Slowakije                       | 2 – 1                                       | WK 2010                                     |                                             |                                             |
| 44.                                         | 11 augustus 2010                            | Slowakije – Kroatië                         | 1 – 1                                       | Vriendschappelijk                           |                                             |                                             |
| 45.                                         | 3 september 2010                            | Slowakije – Macedonië                       | 1 – 0                                       | Kwalificatie EK 2012                        |                                             |                                             |
| 46.                                         | 7 september 2010                            | Rusland – Slowakije                         | 0 – 1                                       | Kwalificatie EK 2012                        |                                             |                                             |
| 47.                                         | 8 oktober 2010                              | Armenië – Slowakije                         | 3 – 1                                       | Kwalificatie EK 2012                        |                                             |                                             |
| 48.                                         | 26 maart 2011                               | Andorra – Slowakije                         | 0 – 1                                       | Kwalificatie EK 2012                        |                                             |                                             |
| 49.                                         | 29 maart 2011                               | Slowakije – Denemarken                      | 1 – 2                                       | Vriendschappelijk                           |                                             |                                             |
| 50.                                         | 2 september 2011                            | Ierland – Slowakije                         | 0 – 0                                       | Kwalificatie EK 2012                        |                                             |                                             |
| 51.                                         | 6 september 2011                            | Slowakije – Armenië                         | 0 – 4                                       | Kwalificatie EK 2012                        |                                             |                                             |
| 52.                                         | 7 oktober 2011                              | Slowakije – Rusland                         | 0 – 1                                       | Kwalificatie EK 2012                        |                                             |                                             |
| 53.                                         | 29 februari 2012                            | Turkije – Slowakije                         | 1 – 2                                       | Vriendschappelijk                           |                                             |                                             |
| 54.                                         | 15 augustus 2012                            | Denemarken – Slowakije                      | 1 – 3                                       | Vriendschappelijk                           |                                             |                                             |
| 55.                                         | 7 september 2012                            | Litouwen – Slowakije                        | 1 – 1                                       | Kwalificatie WK 2014                        |                                             |                                             |
| 56.                                         | 11 september 2012                           | Slowakije – Liechtenstein                   | 2 – 0                                       | Kwalificatie WK 2014                        |                                             |                                             |
| 57.                                         | 12 oktober 2012                             | Slowakije – Letland                         | 2 – 1                                       | Kwalificatie WK 2014                        |                                             |                                             |
| 58.                                         | 16 oktober 2012                             | Slowakije – Griekenland                     | 0 – 1                                       | Kwalificatie WK 2014                        |                                             |                                             |
| 59.                                         | 6 februari 2013                             | België – Slowakije                          | 2 – 1                                       | Vriendschappelijk                           |                                             |                                             |
| 60.                                         | 22 maart 2013                               | Slowakije – Litouwen                        | 1 – 1                                       | Kwalificatie WK 2014                        |                                             |                                             |
| 61.                                         | 26 maart 2013                               | Slowakije – Zweden                          | 0 – 0                                       | Vriendschappelijk                           |                                             |                                             |
| 62.                                         | 6 september 2013                            | Bosnië en Herzegovina – Slowakije           | 0 – 1                                       | Kwalificatie WK 2014                        |                                             |                                             |
| 63.                                         | 10 september 2013                           | Slowakije – Bosnië en Herzegovina           | 1 – 2                                       | Kwalificatie WK 2014                        |                                             |                                             |
| 64.                                         | 11 oktober 2013                             | Griekenland – Slowakije                     | 1 – 0                                       | Kwalificatie WK 2014                        |                                             |                                             |
| 65.                                         | 15 november 2013                            | Polen – Slowakije                           | 0 – 2                                       | Vriendschappelijk                           |                                             |                                             |
| 66.                                         | 5 maart 2014                                | Israël – Slowakije                          | 1 – 3                                       | Vriendschappelijk                           |                                             |                                             |
| 67.                                         | 9 oktober 2014                              | Slowakije – Spanje                          | 2 – 1                                       | Kwalificatie EK 2016                        |                                             |                                             |
| 68.                                         | 12 oktober 2014                             | Wit-Rusland – Slowakije                     | 1 – 3                                       | Kwalificatie EK 2016                        |                                             |                                             |
| 69.                                         | 15 november 2014                            | Macedonië – Slowakije                       | 0 – 2                                       | Kwalificatie EK 2016                        |                                             |                                             |
| 70.                                         | 18 november 2014                            | Slowakije – Finland                         | 2 – 1                                       | Vriendschappelijk                           |                                             |                                             |
| 71.                                         | 27 maart 2015                               | Slowakije – Luxemburg                       | 3 – 0                                       | Kwalificatie EK 2016                        |                                             |                                             |
| 72.                                         | 31 maart 2015                               | Slowakije – Tsjechië                        | 1 – 0                                       | Vriendschappelijk                           |                                             |                                             |
| 73.                                         | 14 juni 2015                                | Slowakije – Macedonië                       | 2 – 1                                       | Kwalificatie EK 2016                        |                                             |                                             |
| 74.                                         | 8 september 2015                            | Slowakije – Oekraïne                        | 0 – 0                                       | Kwalificatie EK 2016                        |                                             |                                             |
| 75.                                         | 9 oktober 2015                              | Slowakije – Wit-Rusland                     | 0 – 1                                       | Kwalificatie EK 2016                        |                                             |                                             |
| 76.                                         | 12 oktober 2015                             | Luxemburg – Slowakije                       | 2 – 4                                       | Kwalificatie EK 2016                        |                                             |                                             |
| 77.                                         | 13 november 2015                            | Slowakije – Zwitserland                     | 3 – 2                                       | Vriendschappelijk                           |                                             |                                             |
| 78.                                         | 25 maart 2016                               | Slowakije – Letland                         | 0 – 0                                       | Vriendschappelijk                           |                                             |                                             |
| 79.                                         | 29 maart 2016                               | Ierland – Slowakije                         | 2 – 2                                       | Vriendschappelijk                           |                                             |                                             |
| 80.                                         | 29 mei 2016                                 | Duitsland – Slowakije                       | 1 – 3                                       | Vriendschappelijk                           |                                             |                                             |
| 81.                                         | 4 juni 2016                                 | Slowakije – Noord-Ierland                   | 0 – 0                                       | Vriendschappelijk                           |                                             |                                             |
| 82.                                         | 11 juni 2016                                | Wales – Slowakije                           | 2 – 1                                       | EK 2016                                     |                                             |                                             |
| 83.                                         | 15 juni 2016                                | Rusland – Slowakije                         | 1 – 2                                       | EK 2016                                     |                                             |                                             |
| 84.                                         | 20 juni 2016                                | Slowakije – Engeland                        | 0 – 0                                       | EK 2016                                     |                                             |                                             |
| 85.                                         | 26 juni 2016                                | Duitsland – Slowakije                       | 3 – 0                                       | EK 2016                                     |                                             |                                             |

## Erelijst
Als speler
| Competitie            |                       |                       |                       |                       |
| Competitie            | Aantal                | Jaren                 |                       |                       |
| Zenit Sint-Petersburg | Zenit Sint-Petersburg | Zenit Sint-Petersburg | Zenit Sint-Petersburg | Zenit Sint-Petersburg |
| --------------------- | --------------------- | --------------------- | --------------------- | --------------------- |
| Kampioen Premjer-Liga | 1x                    | 2007                  |                       |                       |
| Liverpool             |                       |                       |                       |                       |
| League Cup            | 1x                    | 2011/12               |                       |                       |
| Istanbul Başakşehir   |                       |                       |                       |                       |
| Kampioen Süper Lig    | 1x                    | 2019/20               |                       |                       |
| Slowakije             |                       |                       |                       |                       |
| King's Cup            | 1x                    | 2018                  |                       |                       |

Individueel
- Peter Dubovský-prijs: 2008
- Slowaaks voetballer van het jaar: 2007, 2008, 2011, 2012
- Liverpool Player of the Year Award: 2012